# Feuillanti
Feuillanti (francouzsky feuillants) byli členy francouzského revolučního politického klubu, pojmenovaného podle místa jejich setkávání, bývalého kláštera feuillantů (reformovaných cisterciáků) v Paříži. Klub vznikl 18. července 1791 po rozkolu v jakobínském klubu, ze kterého odešli umírnění členové, kteří prosazovali konstituční monarchii.

## Historie

### Kontext
Cílem ústavy vypracované Ústavodárným národním shromážděním nebyla od roku 1789 demokratická republika, ale konstituční monarchie. Ústava sice nepočítala s politickými stranami, ale od roku 1791 se rychle vytvořily parlamentní a mimoparlamentní skupiny. Politické kluby získávaly stále větší vliv jako názorotvorné instituce. Nejdůležitější z nich byl Jakobínský klub, který vznikl ze skupiny bretaňských poslanců.
Budoucí vůdci feuillantů - triumvirát Antoine Barnave, Adrien Duport a Alexandre de Lameth se setkali v Ústavodárném shromáždění.
Na jaře 1791 mnozí poslanci Ústavodárného shromáždění považovali revoluci z velké části za dokončenou. V konstituční monarchii chtěli upevnit její výdobytky. To prosazoval Mirabeau, po jeho smrti 2. dubna 1791 převzali štafetu triumvirové. Usilovali o blízkost dvora, ale chtěli zároveň zachovat ducha revoluce z roku 1789, kterou považovali za ohroženou radikalizací, lidovou agitací a rostoucí váhou mimoparlamentních orgánů. Program triumvirů zahrnoval mj. revizi ústavy, navýšení královské pravomoci a zvýšení volebního censu.
V dubnu 1791 triumvirové prosazovali vyloučení pasivních občanů z Národní gardy, v květnu se postavili proti politické emancipaci černochů a v debatě o právu petice a plakátování mlčeli, takže za pár měsíců ztratili svou popularitu. Byli pronásledováni vlasteneckým tiskem, odsuzováni lidovými společnostmi a diskreditováni jakobíny.
Revoluce sice odstranila absolutismus a aristokracii, ale otázka lidové suverenity nebyla zcela vyřešena. Na jedné straně stálo volené Národní shromáždění, které jediné mělo zákonodárnou moc se svými ústavními pravomocemi. Na straně druhé byly revoluční kluby, které s ústavními orgány soutěžily o roli skutečného zástupce vůle lidu. Budoucí feuillanti chtěli, aby kluby byly místem diskusí a do praktické politiky se nevměšovaly. Zlom v jakobínském klubu znamenala v květnu 1791 debata o možnosti znovuzvolení členů Ústavodárného shromáždění na další zákonodárné období. Maximilien Robespierre, který odmítl znovuzvolení, ve shromáždění zvítězil a zabránil tak vstupu triumvirů do  Zákonodárného shromáždění.

### Rozštěpení jakobínů
K zásadnímu rozkolu došlo, když někteří poslanci publikovali 16. července 1791 pamflet, protestující proti účasti jakobínů na lidové demonstraci proti Ludvíku XVI., který se nedávno pokusil o útěk. Demonstrace na Martově poli skončila masakrem a hned následujícího dne, 18. července, umírnění členové, jichž byla většina, opustili klub jakobínů. Založili nový klub a za své sídlo si zvolili bývalý klášter feuillantů v ulici Saint-Honoré, podle něhož byli nazývání (oficiální název Les Amis de la Constitution sise aux Feuillants). Mezi jeho členy byli vedle triumvirů např. Sieyès, Le Chapelier (spoluzakladatel Bretaňského klubu), Bailly (pařížský starosta) či La Fayette.
Jakobínský klub opustily čtyři pětiny členů. Politická moc však již nebyla založena na samotném ústavním textu, ale na praktické schopnosti učinit ze sebe zastánce ústavy prostřednictvím politické lstivosti, rétorické bystrosti, prostřednictvím voleb či jakýmikoli jinými prostředky. Jakobín Robespierre, který zůstal v původním sídle, měl takové prostředky k dispozici. Vyhodnotil, že v létě 1791 již moc nezávisela na legalitě, ale na revoluční legitimitě. Během několika týdnů se mu podařilo vrátit většinu odpadlíků zpět. Feuillanti jen pasivně čekali, že jakobínské hnutí brzy utichne.

## Politická činnost
Feuillanti chtěli ukončit revoluci a požadovali dodržování ústavy. Chtěli přivést na svou stranu umírněnou pravici, monarchisty, aby neutralizovali nekompromisní royalisty. Chtěli rovněž izolovat poslance na extrémní levici kolem Robespierra od skupiny vlasteneckých poslanců. Chtěli zlomit jakobínský vliv v revolučních společnostech, který ohrožoval legitimitu a nezávislost Národního shromáždění. Jejich politika ale selhala. Monarchisté nebyli jejich výzvám nakloněni a zbývající jakobíni se rychle vzpamatovali z masového odchodu z jejich klubu.
Feuillanti využili obav v Národním shromáždění vyvolaných útěkem krále k novému pokusu. Navzdory výzvám po králově abdikaci se jim podařilo zachovat jeho postavení a výsady. V srpnu 1791 Barnave navrhl Národnímu shromáždění, aby se zvýšil volební census, aby byla zaručena bezpečnost ústavy. Aby ústava nebyla ohrožena politickými krizemi, měla projít procesem revize. K provedení procedury se jakobíni zasazovali o mimořádné konventy svolávané z iniciativy lidu. Feuillanté na druhé straně chtěli vyhradit toto právo pouze pro zákonodárnou moc. Feuillanté v parlamentu zvítězili, ale ztratili veškerý vliv na budoucí průběh revoluce. 
Svou představu, že se má ústava stát hrází proti revoluci, nedokázali využít i přes své početně silné postavení v parlamentu - zachovali si ho i v následném Zákonodárném shromáždění. Zpočátku měli přízeň krále, obsadili i některá ministerstva. Varovali před válkou proti evropským mocnostem, ale většina parlamentu byla agitací girondistů válce nakloněna, takže brzy o svou moc přišli. Jejich klub musel změnit působiště a ztratil na významu, k moci se v březnu 1792 dostali republikánští girondisté. Po 10. srpnu, útoku lidu na Tuilerijský palác, byli někteří feuillanté zatčeni, jiní opustili Francii. Barnave, Le Chapelier a Bailly byli za teroru popraveni.